# Igreja Evangélica dos Irmãos Checos
A Igreja Evangélica dos Irmãos Checos  -IEIC- ( em checo: Českobratrská církev evangelická ) é a maior denominação protestante e segunda maior denominação cristã da Chéquia.

## História

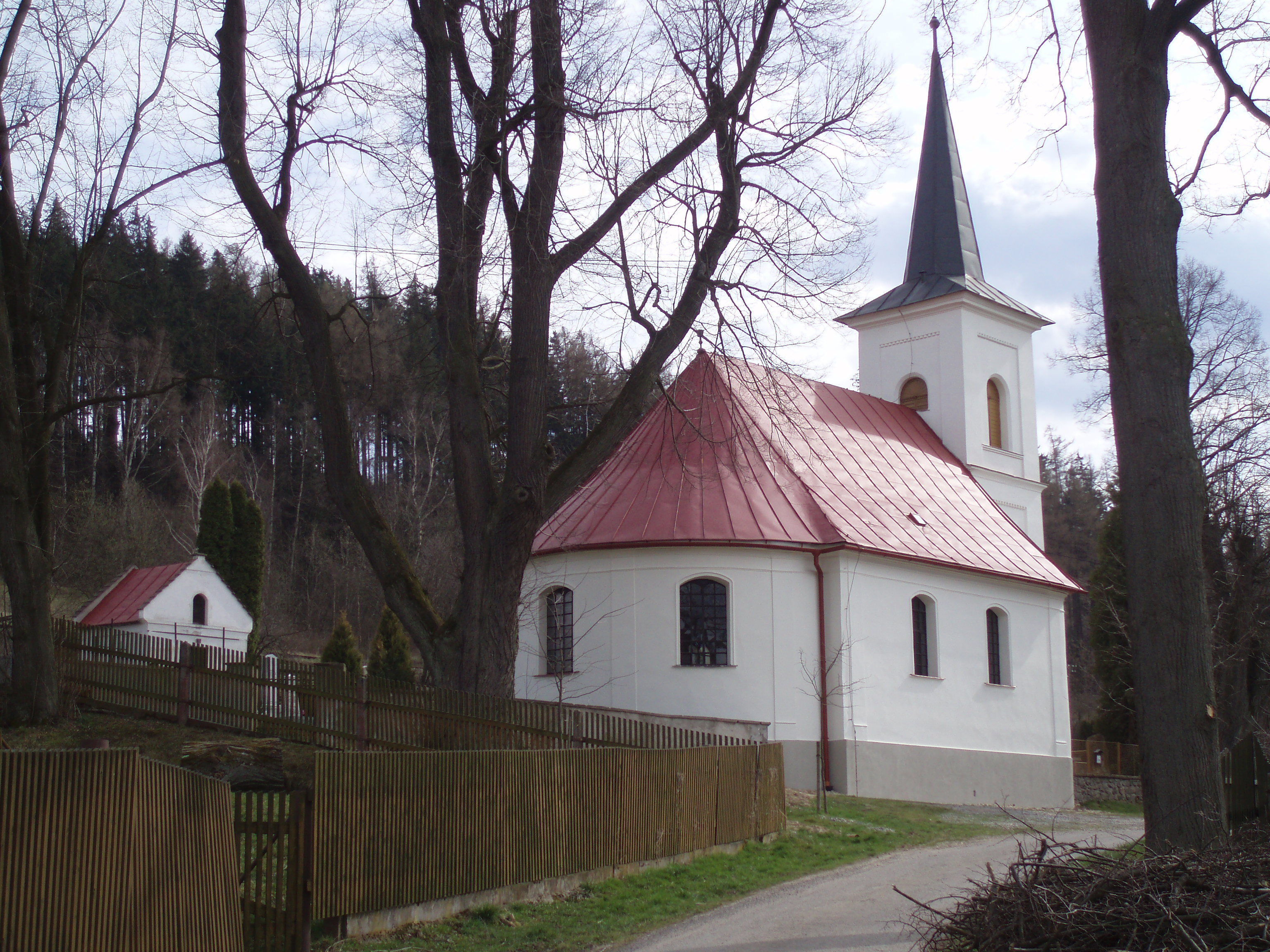
Igreja Evangélica em Sázava

No Século XV, na Chéquia, o Movimento Hussita foi um dos mais evidentes movimentos que precederam a Reforma Protestante. 
Todavia, devido a proibição estatal e perseguição religiosa, o Protestantismo foi severamente perseguido no país. 
Em 1781, as igrejas de tradição reformada e luterana foram permitidos no país, à época parte do Monarquia de Habsburgo, pela Patente de Tolerância. Todavia, a liberdade religiosa era limitada e a Igreja Católica Romana tinha o privilégio de ser a única religião que poderia construir edifícios com aparência de igreja.
Em 1867, foi estabelecida a liberdade religiosa, com a fundação da Áustria-Hungria. 
Em 1918, com a fundação da Tchecoslováquia, as igrejas de tradição reformada e luterana no país se uniram para formar a Igreja Evangélica dos Irmãos Checos.
Desde então, a denominação cresceu, até atingir 401.729 membros, ou 4,52% da população da Chéquia, em 1950.
Nos anos seguintes, a denominação enfrentou perseguição religiosa por parte do regime comunista e declinou em número de membros. 
Em 2020, segundo estatísticas da própria denominação, era formada por cerca de 67.000 membros, em 248 locais de culto.
Segundo a própria denominação, em 2022, tinha 242 locais de culto, com 58.410 membros.

## Doutrina
Por ser uma igreja unida, suas igrejas apresentam tanto a orientação calvinista quanto luterana. Igualmente, a denominação subscreve documentos da tradição hussita.  
A IEIC permite a ordenação de mulheres desde 1957 e é fortemente influenciada pelo Teologia Liberal.
Em 2023, o Sínodo da denominação aprovou, com 72% dos votos favoráveis, que seus pastores abençoem uniões entre pessoas do mesmo sexo.

## Relações intereclesiásticas
A igreja é membro do Conselho Mundial de Igrejas, Comunhão Mundial das Igrejas Reformadas  e da Federação Luterana Mundial.